# Thomas Spreiter
Thomas Spreiter, al secolo Franz Xaver Spreiter (Ratisbona, 28 dicembre 1865 – Vryheid, 27 gennaio 1944), è stato un missionario e vescovo cattolico tedesco.

## Biografia
Franz Xaver Spreiter abbracciò la vita religiosa tra i monaci benedettini della congregazione missionaria di Sant'Ottilia e prese il nome di Thomas: fu ordinato prete nel 1897 e nel 1900 fu inviato come missionario nell'Africa Orientale tedesca.
Nel 1906 fu eletto vescovo titolare di Tene e nominato vicario apostolico del Zanguebar meridionale.
Trasferito alla prefettura apostolica dello Zululand nel 1921, nel 1924 divenne vicario apostolico di Eshowe.
Nel 1934 fondò la congregazione indigena delle suore benedettine di Twasana; fu nominato assistente al Soglio Pontificio nel 1936.
Lasciò l'ufficio di vicario apostolico nel 1943 e si ritirò nel monastero di Inkamana, presso Vryheid, dove si spense pochi mesi dopo.

## Genealogia episcopale
La genealogia episcopale è:
- Cardinale Scipione Rebiba
- Cardinale Giulio Antonio Santori
- Cardinale Girolamo Bernerio, O.P.
- Arcivescovo Galeazzo Sanvitale
- Cardinale Ludovico Ludovisi
- Cardinale Luigi Caetani
- Cardinale Ulderico Carpegna
- Cardinale Paluzzo Paluzzi Altieri degli Albertoni
- Papa Benedetto XIII
- Papa Benedetto XIV
- Papa Clemente XIII
- Cardinale Bernardino Giraud
- Cardinale Alessandro Mattei
- Cardinale Pietro Francesco Galleffi
- Cardinale Giacomo Filippo Fransoni
- Cardinale Antonio Saverio De Luca
- Arcivescovo Gregor Leonhard Andreas von Scherr, O.S.B.
- Arcivescovo Friedrich von Schreiber
- Arcivescovo Franz Joseph von Stein
- Vescovo Maximilian von Lingg
- Vescovo Thomas Spreiter, O.S.B.